# 掛かり稽古
掛かり稽古（かかりげいこ）とは、剣道や柔道などにおいての稽古法。本項では、剣道における掛かり稽古の説明をする。

## 方法
主に次のようなやり方で行う。
- 元立ちと掛かり手二人一組になる。
- 名のとおり掛かり手が元立ちに掛かっていく。

15秒～1分程度の時間内で主に『気』を重視し、絶え間なく激しく当たっていく。

## 他の稽古との違い
打ち込み稽古や地稽古との相違点を簡単に説明しておく。
- 打ち込み稽古
  - 元立ち（主に上級者）が隙を作り、掛かり手（下級者）がそれに合わせて適当な技を行う。[2]
- 掛かり稽古
  - 掛かり手が一方的に攻める。元立ちはあまり隙を作らない。[2]
- 地稽古
  - お互いに対等な立場として攻め合う。